# Пялозеро (озеро)
Пялозеро — озеро в Кондопозькому районі Республіки Карелія.

## Загальний опис
Озеро являє собою котловину льодовикового походження.
Озеро овальної форми. Береги пологі, низькі, вкриті лісом. На озері 9 островів загальною площею 0,04 км².
В озеро впадають невеликі річки Вятчель (з Вятчозера), Пяля (з притокою Лагноя) і кілька струмків. Випливає річка Ніва.
Дно рівне, вкрите сірим мулом. Колір води темно-жовтий. Терміни замерзання — кінець жовтня, скресає на початку травня.
Середня амплітуда коливань рівня становить 1,26 м.
Водна рослинність представлена рдесником золотистим, у північній частині — очеретом.
В озері мешкають окунь, плотва, лящ, ряпушка, щука, минь, йорж.